# روبن أبراهاميان
روبن تاديفوس أبراهاميان (1881 - 1951) (بالأرمنية: Ռուբեն Թադեւոս Աբրահամյանը)‏ هو لغوي ومترجم أرميني، متخصص في الدراسات الإيرانية.

## مسيرته
وُلد روبين أبراهاميان سنة 1881 في قرية غنيشيك في محافظة وايوتس‌جور بأرمينيا (التي كانت جزءًا من الإمبراطورية الروسية آنذاك). تلقى تعليمه الثانوي في مدينتي فاغارشابات ويريفان، ثم انتقل إلى الخارج للتعليم العالي، حيث درس في كلية التاريخ والفلسفة في جامعة تاراس شفتشينكو الوطنية في كييف (1907)، ثم في جامعة لايبتزغ (1909)، ثم في جامعة سانت بطرسبرغ الحكومية (1911).
بعد فترة دراسته الأكاديمية في أوروبا، عاد وبدأ تدريس اللغة الروسية واللغويات والفلسفة الكلاسيكية في يريفان. بين عامي 1912 و 1921، درس في تبليسي، وكذلك في مدارس أخرى في منطقة القوقاز. في عام 1921، انتقل إلى إيران ودرّس لعدة سنوات في العديد من المدارس الأرمينية بتبريز وحي جلفا وطهران.
عندما تأسست جامعة طهران في عام 1935، شارك أبراهاميان بنشاط في إنشاء قسم اللغات الإيرانية القديمة، حيث بدأ فيما بعد بتدريس اللغة البهلوية وأصبح رئيسًا للكلية أيضًا. في عام 1946، في أعقاب الأزمة الإيرانية في 1946، انتقل إلى أرمينيا السوفياتية، حيث عمل في معهد اللغات في أكاديمية العلوم في يريفان.